# Sergej Leonidovič Magnitskij
Sergej Leonidovič Magnitskij (in russo Сергей Леонидович Магнитский?; in ucraino Сергій Леонідович Магнітський?; Odessa, 8 aprile 1972 – Mosca, 16 novembre 2009) è stato un avvocato russo di origine ucraina, responsabile di aver denunciato la corruzione e la cattiva condotta da parte di funzionari governativi russi mentre rappresentare il cliente Hermitage Capital Management.  Il suo arresto nel 2008 e la successiva morte dopo undici mesi di custodia  hanno suscitato l'attenzione internazionale e innescato indagini sia ufficiali che non ufficiali su accuse di frode, furto e violazioni dei diritti umani in Russia.  Il suo processo postumo fu il primo nella Federazione Russa.

## Biografia
Nato l'8 aprile 1972 a Odessa nella famiglia di Leonid Maksimovič e Natal'ja Nikolaevna Magnitskij, visse a Mosca. Studiò alla scuola secondaria numero 4 nella città di Nal'čik, in Cabardino-Balcaria, quindi si laureò nel 1993 presso l'Accademia Russa di Economia G.V. Plechanov in finanza e credito.
Dal 1995 lavorò come revisore dei conti presso la società di consulenza moscovita Firestone Duncan CJSC, fondata due anni prima dagli avvocati americani Jameson Firestone e Terry Duncan e impegnata in consulenza fiscale e audit. Tra le varie cause, Magnitskij si occupò in particolare di un cliente della Firestone Duncan CJSC, la Hermitage Capital Management di un imprenditore americano, William Browder, finita in rotta di collisione con le autorità, in quanto accusata di evasione fiscale e frode fiscale dal ministero degli Interni russo.

### La vicenda Hermitage Capital
In diverse occasioni l'Hermitage aveva già fornito alla stampa informazioni relative alla cattiva condotta aziendale e governativa e alla corruzione all’interno delle imprese russe di proprietà statale. Browder fu espulso dalla Russia nel novembre 2005 come presunta minaccia nazionale il giorno dopo il suo arrivo a Mosca: il suo visto era stato infatti annullato. Browder aveva affermato di rappresentare una minaccia solo "per i politici e i burocrati corrotti" in Russia.
Il 4 giugno 2007, l'ufficio di Mosca dell'Hermitage venne perquisito da circa 20 funzionari del Ministero degli Interni. Anche gli uffici della Firestone Duncan furono perquisiti. Gli agenti avevano un mandato di perquisizione secondo cui Kamaya, una società amministrata da Hermitage, aveva sottopagato le tasse. Si trattava di un fatto estremamente irregolare, poiché le autorità fiscali russe avevano appena confermato per iscritto che questa società aveva invece pagato più del dovuto. In entrambi i casi i mandati di perquisizione consentirono il sequestro di materiale relativo esclusivamente a Kamaya. Ma in entrambi i casi gli agenti sequestrarono tutti i documenti societari, fiscali e i sigilli di qualsiasi società che avesse pagato una grande quantità di tasse russe, compresi quelli di molte società russe dell'Hermitage. Nell'ottobre 2007 Browder venne a sapere che una delle ditte mantenute a Mosca era sotto accusa per un presunto debito non pagato di centinaia di milioni di dollari. Secondo Browder questa era la prima volta che sentiva parlare di questo caso giudiziario e non conosceva gli avvocati che rappresentavano la sua azienda in tribunale. Magnitsky fu incaricato di indagare sul caso.

### Le indagini come consulente
Come consulente della Hermitage Capital (una volta il maggior fondo di investimenti in Russia), Magnitskij scoprì che i documenti sequestrati dalla polizia russa nel giugno 2007 erano stati utilizzati per falsificare un cambio di proprietà dell'Hermitage. I ladri avevano utilizzato i contratti contraffatti per affermare che Hermitage doveva 1 miliardo di dollari alle società di copertura. All'insaputa dell'Hermitage, tali affermazioni erano state successivamente autenticate dai giudici.
La testimonianza di Magnitskij coinvolgeva la polizia, la magistratura, i funzionari fiscali, i banchieri e la mafia russa. Nonostante l'iniziale rigetto delle sue affermazioni, l'accusa principale di Magnitskij secondo cui l'Hermitage non aveva commesso una frode, ma ne era stato vittima, alla fine fu convalidata. Un caposquadra di una segheria si è dichiarato colpevole di "frode per collusione preventiva", anche se il caposquadra avrebbe sostenuto che la polizia non faceva parte del piano. Prima di allora, però, Magnitskij divenne oggetto di indagine da parte di uno dei poliziotti contro i quali aveva testimoniato come coinvolto nella frode. Secondo Browder, Magnitskij era "il 'punto di riferimento' a Mosca per quanto riguarda tribunali, tasse, multe, tutto ciò che aveva a che fare con il diritto civile".
Si è scoperto che il nuovo proprietario, con sede in Tatarstan, era Viktor Markelov, un assassino condannato a due anni di pena. Il falso debito della società è stato utilizzato per far sembrare le società non redditizie al fine di giustificare un rimborso di 230 milioni di dollari in tasse che le società avevano pagato quando erano sotto il controllo di Hermitage. Il rimborso è stato emesso la vigilia di Natale del 2007 ed è stato il più grande sconto fiscale nella storia russa.
L'Hermitage ha contattato il governo russo con i risultati della sua indagine. Il denaro, che non era dell'Hermitage, apparteneva allo Stato russo. Invece di avviare un procedimento contro la polizia e i ladri, le autorità russe hanno aperto un procedimento penale contro Magnitskij.

### L'arresto
Il 24 novembre 2008 venne arrestato da parte delle autorità del suo paese con l'accusa di frode fiscale e il 16 novembre 2009 morì in carcere dopo quasi un anno di detenzione, ufficialmente per arresto cardiaco, ma si sospetta che, in realtà, sia stato pestato e torturato fino alla morte.
I suoi diari dal carcere sono stati ritrovati e pubblicati dalla "Novaja Gazeta": contengono "la cronaca di un metodico svilimento del detenuto e delle sue condizioni psicologiche nel carcere della Butyrka (...) Dopo anni di indagini e polemiche la corte russa ha ammesso che «le condizioni di salute del detenuto furono forse sottovalutate dallo staff medico» limitandosi a una censura della dottoressa responsabile. Commissioni indipendenti finanziate dagli Stati Uniti sostengono invece la tesi dell'omicidio volontario".

## Conseguenze del decesso
La sua morte ha provocato una forte tensione nei rapporti internazionali tra Russia e USA: il Congresso USA approvò nel 2012 il Magnitsky Act, sollecitato anche da Bill Browder e Vladimir Kara-Murza, che istituiva una "lista nera" di ufficiali russi coinvolti nella gestione del caso e comunque in violazioni dei diritti umani; l'amministrazione Putin reagì vietando le adozioni di bambini russi da parte di cittadini statunitensi.
In quel frangente, il tribunale di Mosca ritenne comunque di riunirsi e, in contrasto con un diffuso principio di diritto penale, pronunciò sentenza di condanna per frode fiscale a carico del defunto.